# Beresne
Beresne (ukrainisch Березне; russisch Березно Beresno, polnisch Bereźne) ist eine Stadt in der westukrainischen Oblast Riwne mit 13.300 Einwohnern (2020). Sie war bis Juli 2020 das Verwaltungszentrum des gleichnamigen Rajons und liegt am rechten Ufer des Flusses Slutsch nördlich der Bezirkshauptstadt Riwne.

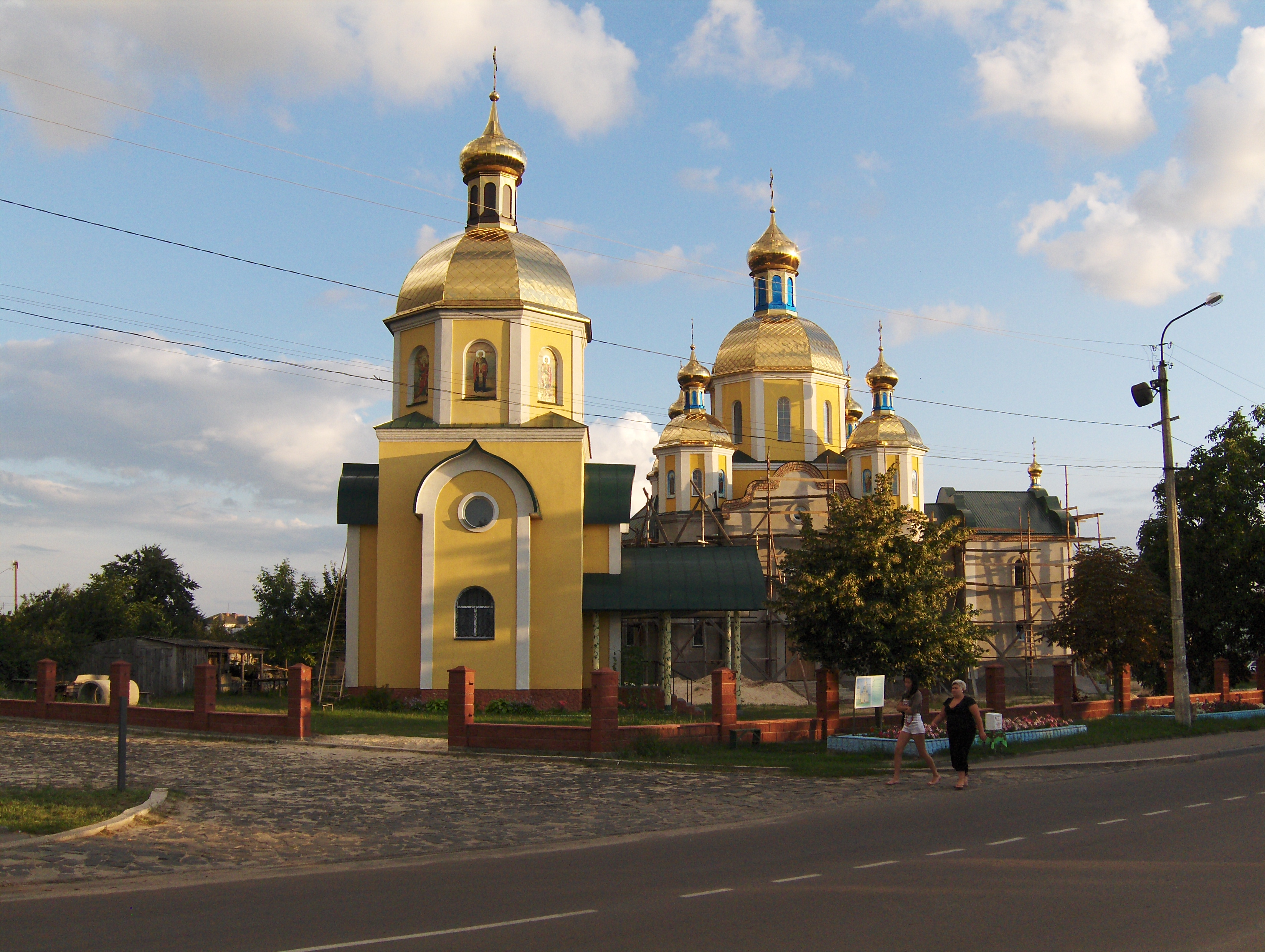
Kirche im Ort

## Geschichte
Der Ort Beresne wurde erstmals 1445 urkundlich erwähnt. Im 15. Jahrhundert erhielt der damals zu Polen-Litauen gehörende Ort die Stadtrechte verliehen. 1793 kam der Ort zum Russischen Reich. Damals lebten in Beresne 1086 Einwohner. Bis 1897 wuchs die Einwohnerzahl auf 3400 an. Nach dem Ersten Weltkrieg kam der Ort zur neu gegründeten Zweiten Polnischen Republik. In Polen war dies der Ort mit der prozentual höchsten jüdischen Bevölkerung. Ihr Anteil lag 1939 bei knapp 95 %. Nach der Einnahme der Stadt durch die Wehrmacht am 6. Juli 1941 kam es zu Pogromen. Die jüdische Bevölkerung wurde in einem Ghetto zusammengefasst. Am 25. August 1942 kam es durch Truppen des SD, der Gendarmerie und der ukrainischen Polizei zur Liquidierung des Ghettos, bei der 3680 Juden erschossen wurden. Nach dem Zweiten Weltkrieg kam der Ort im Zuge der Westverschiebung Polens an die Sowjetunion und wurde Teil der Ukrainischen SSR. Aufgrund der im Krieg erlittenen starken Bevölkerungsverluste hatte der Ort zunächst lediglich den Status eines Dorfes. 1957 wurde Beresne zu einer Siedlung städtischen Typs erhoben, seit dem Jahr 2000 ist Beresne wieder eine Stadt.

## Wirtschaft und Verkehr
Die wirtschaftliche Bedeutung des Ortes ist gering. In Beresne kreuzen sich zwei territoriale Verbindungsstraßen. Der nächste Bahnhof befindet sich im ca. 18 km entfernten Malynsk.

## Verwaltungsgliederung
Am 12. Juni 2020 wurde die Stadt zum Zentrum der neugegründeten Stadtgemeinde Beresne (Березнівська міська громада/Beresniwska miska hromada). Zu dieser zählen auch die 36 in der untenstehenden Tabelle aufgelistetenen Dörfer, bis dahin bildete die Stadt die gleichnamige Stadtratsgemeinde Beresne (Березнівська міська рада/Beresniwska miska rada) im Zentrum des Rajons Beresne.
Am 17. Juli 2020 wurde der Ort Teil des Rajons Riwne.
Folgende Orte sind neben dem Hauptort Beresne Teil der Gemeinde:
| Name                     | Name            | Name                                  | Name                     | Name |
| ukrainisch transkribiert | ukrainisch      | russisch                              | polnisch                 |      |
| ------------------------ | --------------- | ------------------------------------- | ------------------------ | ---- |
| Antoniwka                | Антонівка       | Антоновка (Antonowka)                 | Antonówka                |      |
| Balaschiwka              | Балашівка       | Балашовка (Balaschowka)               | Białaszówka              |      |
| Bilka                    | Білка           | Белка (Belka)                         | Białka                   |      |
| Bohuschi                 | Богуші          | Богуши (Boguschi)                     | Bohusze                  |      |
| Bystrytschi              | Бистричі        | Быстричи (Bystritschi)                | Bystrzyce                |      |
| Chotyn                   | Хотин           | Хотын                                 | Chotyń                   |      |
| Druchiw                  | Друхів          | Друхов (Druchow)                      | Druchowa                 |      |
| Holubne                  | Голубне         | Голубное (Golubnoje)                  | Hołubne                  |      |
| Horodyschtsche           | Городище        | Городище (Gorodischtsche)             | Horodyszcze              |      |
| Hruschiwka               | Грушівка        | Грушевка (Gruschewka)                 | Hruszówka                |      |
| Hruschiwska Huta         | Грушівська Гута | Грушёвская Гута (Gruschjowskaja Guta) | Huta Hruszowska          |      |
| Jablunne                 | Яблунне         | Яблонное (Jablonnoje)                 | Jabłonne                 |      |
| Jalyniwka                | Ялинівка        | Ялыновка (Jalynowka)                  | Horodyszcze              |      |
| Jazkowytschi             | Яцьковичі       | Яцковичи (Jazkowitschi)               | Jackowicze               |      |
| Kamjanka                 | Кам'янка        | Каменка (Kamenka)                     | Kamionka                 |      |
| Knjasiwka                | Князівка        | Князевка (Knjasewka)                  | Kniaź-Sioło              |      |
| Kolodjasne               | Колодязне       | Колодезное (Kolodesnoje)              | Wólka Chłopska           |      |
| Kurhany                  | Кургани         | Курганы (Kurgany)                     | Kurhany                  |      |
| Lintschyn                | Лінчин          | Ленчин (Lentschin)                    | Łęczyn                   |      |
| Mokwyn                   | Моквин          | Моквин (Mokwin)                       | Mokwin                   |      |
| Mychalyn                 | Михалин         | Михалин (Michalin)                    | Michalin                 |      |
| Nowyj Mokwyn             | Новий Моквин    | Новый Моквин (Nowy Mokwin)            | -                        |      |
| Orliwka                  | Орлівка         | Орловка (Orlowka)                     | Orłówka                  |      |
| Osirzi                   | Озірці          | Озерцы (Oserzy)                       | Ozirce                   |      |
| Pidhalo                  | Підгало         | Подгало (Podgalo)                     | Zalesie                  |      |
| Poliske                  | Поліське        | Полесское (Polesskoje)                | Pohorełówka, Pogorełówka |      |
| Pryslutsch               | Прислуч         | Прислуч (Prislutsch)                  | Chołopy                  |      |
| Samostyschtsche          | Замостище       | Замостище (Samostischtsche)           | Zamostyszcze             |      |
| Sirne                    | Зірне           | Зорное (Sornoje)                      | Zurno                    |      |
| Siwky                    | Сівки           | Сивки (Siwki)                         | Siwki                    |      |
| Tyschyzja                | Тишиця          | Тышица (Tyschiza)                     | Tyszyca                  |      |
| Wedmediwka               | Ведмедівка      | Ведмедевка (Wedmedewka)               | Medwedówka               |      |
| Welyka Kuplja            | Велика Купля    | Великая Купля (Welikaja Kuplja)       | Wielka Kupla             |      |
| Welyke Pole              | Велике Поле     | Великое Поле (Welikoje Pole)          | Wielkie Pole             |      |
| Wilchiwka                | Вільхівка       | Ольховка (Olchowka)                   | Berezyna                 |      |
| Witkowytschi             | Вітковичі       | Витковичи (Witkowitschi)              | Witkowicze               |      |